# Nouveau musée archéologique d'Ugento
 (août 2023).
Le Nouveau musée archéologique est un musée civique italien installé dans l'ancien couvent de Santa Maria della Pietà des Frères Mineurs observants, à Ugento, dans la province de Lecce dans les Pouilles.

## Histoire
Le couvent a probablement été construit au XVe siècle  par l'architecte Francesco Colaci da Surbo. La structure resta un lieu de prière et de culte jusqu'en 1866, date à laquelle, à la suite de l'unification de l'Italie et en vertu de la loi sur la suppression des congrégations religieuses (décret royal 3036), le monastère fut dévolu au domaine de l'État et utilisé comme caserne pour de vrais carabiniers. Plus tard, les locaux de l'ancien monastère furent transformés en salles de classe et en bureaux municipaux. La destination du couvent changea à nouveau en 1968, avec la création du Musée civique d'archéologie et de paléontologie qui, après de longs travaux de restauration achevés en 2009, prit le nom de « Nouveau musée archéologique ».

## Description architecturale
La structure architecturale est austère, conforme au modèle de vie franciscain. Un couvent essentiel, avec le cloître central entouré du réfectoire et des locaux de service, de petites cellules et d'une bibliothèque au premier étage, décorée au XVIIIe siècle et appelée Sala del Priore. Attenante au couvent se trouve l'église de Santa Maria della Pietà, qui, autrefois offerte à la Congrégation de Notre-Dame des Douleurs, était dédiée à San Antonio da Padova. Dans la première moitié du XVIIe siècle, celle-ci subit quelques modifications. Pour redimensionner le bâtiment de culte, un mur latéral a été construit, créant une cavité entre le cloître et l'église elle-même. Ce remaniement a complètement effacé le cycle pictural des chapelles latérales de l'église, mis au jour à la suite des derniers travaux de restauration. Les chapelles fortifiées s'ouvrent aujourd'hui à droite de l'ancienne entrée principale, à proximité de l'église, et se visitent.

### Les chapelles duXVIesiècle
La première chapelle représente la Madone de Constantinople assise sur un trône entre San Bonaventura et San Francesco da Paola, datée de 1598. Dans la partie inférieure se trouve une fausse balustrade à petites colonnes à partir de laquelle un dessin en spirale parcourt tout l'arc. Au centre sont représentés les saints médecins Cosma et Damiano, séparés par une niche quadrangulaire dans laquelle sont représentées deux ampoules sacrées.
Dans la deuxième chapelle se trouve la Madonna del Latte : sous la même iconographie mariale se trouve une partie de la fresque qui représente une flotte de galères, une référence claire à la bataille navale de Lépante en 1571. Sous le tondo représentant le couronnement de la Vierge il y a une inscription portant le nom de la cliente Donna Aurelia Perreca. Le cycle de fresques est complété par une iconographie du XVIe siècle de la Vierge du Rosaire et par une partie de la fresque représentant les saints Médicis Côme et Damien.
La troisième est dédiée à l'Annonciation, avec des fresques représentant la Vierge Marie, Saint Nicolas et Saint Antoine de Padoue.
La quatrième chapelle est dédiée à la Crucifixion, avec des fresques représentant la Vierge désolée, saint Jean l'Évangéliste, le Cyrénéen qui prend la croix du Christ sur ses épaules et d'autres représentations liées à la passion et à la mort de Jésus-Christ.

### Fresques duXVIIIesiècle
Lors des dernières interventions de restauration, dans le portique appartenant au Cloître de l'ancien Couvent de Santa Maria della Pietà, ont également été découvertes trois fresques qui portent les soupers de quelques prodiges exécutés par Sant'Antonio da Padova, en particulier : le Miracle du Mula et la rencontre entre le saint et Ezzelino III da Romano et la « conversion » de ce dernier. Enfin, cette iconographie appartient à la dernière phase décorative du couvent de Santa Maria della Pietà, qui abrite aujourd'hui les collections du musée, et est datée de 1775. L'auteur est inconnu, tandis que la référence au client et au dévoué Saverio Pisanello.

### Le réfectoire
La grande salle du réfectoire présente une majestueuse fresque du XVIIIe siècle représentant la Cène au-dessus de laquelle, à l'intérieur d'un ovale, apparaît l'Immaculée Conception. La décoration de cette salle comprend également un cycle monochromatique du XVIe siècle qui parcourt les murs avec des scènes de la Genèse : la séparation des ténèbres, la création d'Adam et Ève, le péché originel, l'expulsion du paradis, Adam au travail, la construction de l'Arche, le Grand Déluge et le Sacrifice de Noé. En bas, décoration continue de vignes, spirales et figures allégoriques exécutées entre la fin du XVIIe et le début du XVIIIe siècle.

### Salle du Prieur
À l'origine, le couvent possédait une bibliothèque qui, au début du XVIIIe siècle, était ornée de fresques et appelée Sala del Priore. Les armoiries de l'évêque franciscain Lazaro y Terrez dominent le plafond, soutenues par des putti qui reviennent entre les lunettes de la voûte dans lesquelles alternent l'Immaculée Conception et les saints de l'ordre franciscain : saint Bonaventure, saint François d'Assise, saint Antoine de Padoue, saint Bernardin de Sienne, saint Pierre d'Alcantara, saint Jean de Capestrano, saint Louis de Toulouse, sainte Claire, sainte Élisabeth de Hongrie et sainte Élisabeth du Portugal.

## Critère d'exposition actuel
Actuellement, le nouveau musée archéologique s'étend sur deux étages et abrite des découvertes allant de la Préhistoire au Moyen Âge, flanquées de panneaux pédagogiques. Le rez-de-chaussée abrite deux des découvertes les plus exceptionnelles réalisées depuis les années soixante : le Tombeau de l'Athlète, découvert en 1970 via Salentina et la reproduction de Zeus, chef-d'œuvre des bronzes de la Grande Grèce, trouvée à Ugento, via Fabio Pittore. en 1961.
Le premier étage, en plus de l'Antiquarium où sont conservées toutes les trouvailles de l'ancienne exposition, abrite des salles dédiées à la nécropole d'Ugento et aux murs de la ville antique ; d'autres salles sont en revanche dédiées aux cultes indigènes de Messapia ; en effet, sont exposés des objets votifs et des statuettes en terre cuite datant de l'époque hellénistique provenant de l'ancien port ugentin de Torre San Giovanni, des objets trouvés dans le sanctuaire archaïque du Monte Papalucio à Oria, des moulages de statuettes en terre cuite représentant des divinités de l'époque archaïque. Enfin, à l'étage supérieur, sont exposés des objets en céramique médiévale produits à Ugento et des monnaies, avec une attention particulière à ceux appartenant à l'Hôtel de la Monnaie d'Ugento et à la préhistoire et protohistoire locale.